# Trolejbusy w Belgradzie

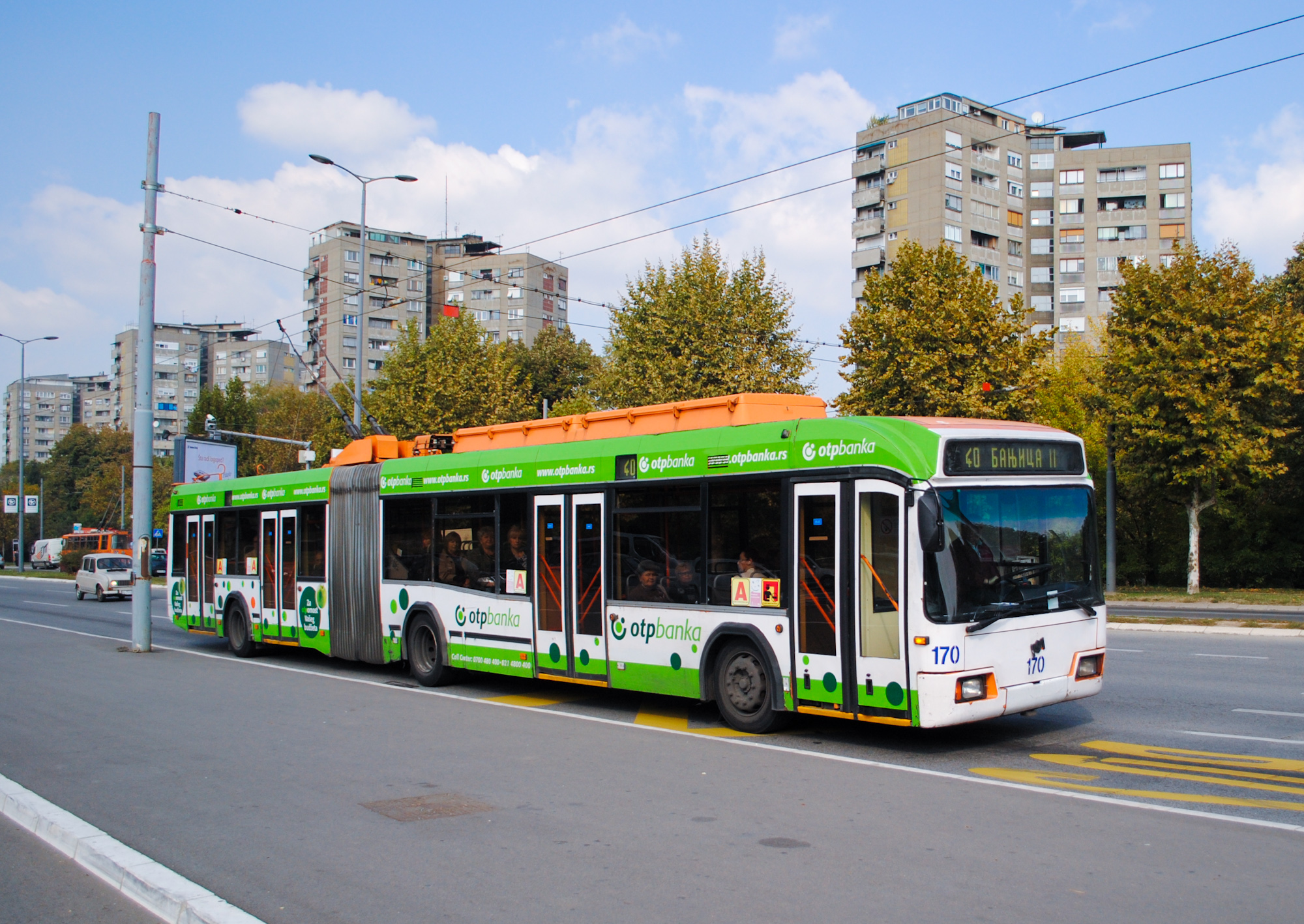
Trolejbus AKSM-333

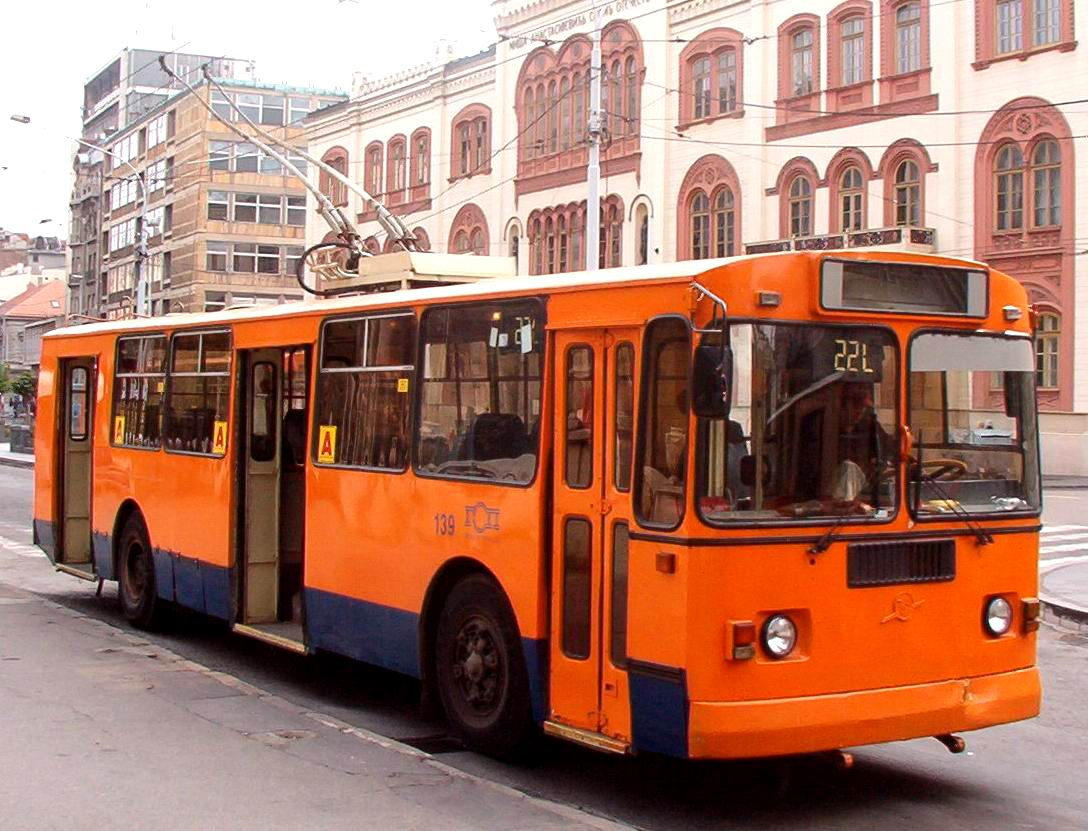
Trolejbus ZiU-9

Trolejbusy w Belgradzie − system komunikacji trolejbusowej działający w stolicy Serbii, Belgradzie.

## Historia
Trolejbusy w Belgradzie uruchomiono 22 czerwca 1947 na trasie Kalemegdan − Slavija. W 1955 w mieście były 3 linie trolejbusowe, które były obsługiwane przez 42 trolejbusy. W 1956 wybudowano linię trolejbusową z Belgradu do miasta Zemun. W 1960 w mieście było 6 linii trolejbusowych. W 1999 oddano do eksploatacji nową zajezdnię trolejbusową o nazwie Dorcol, która mogła pomieścić do 135 trolejbusów. W 2001 zakupiono dwa przegubowe trolejbusy Trolza-62052.01. W 2002 zakupiono 10 trolejbusów, a dwa otrzymano w darze od rządu austriackiego. W 2003 zakupiono 12 trolejbusów Trolza. Na linie w 2003 wyjeżdżały 103 trolejbusy. W 2010 roku zakupiono 83 trolejbusy typu Belkomunmasz AKSM-321.00С, co pozwoliło na prawie całkowitą wymianę taboru. Na przełomie 2024 i 2025 roku zdecydowano o likwidacji sieci trolejbusowej, które zostaną zastąpione autobusami elektrycznymi.

## Linie
Obecnie w Belgradzie istnieje 7 linii trolejbusowych:
| Numer linii | Trasa                              |
| ----------- | ---------------------------------- |
| 19          | Studencki trg - Konjarnik          |
| 21          | Studencki trg - Uciteljsko Naselje |
| 22          | Studencki trg − Kruszewacka        |
| 28          | Studencki trg - Zvezdara           |
| 29          | Studencki trg - Medakovic 3        |
| 40          | Zvezdara - Banjica 2               |
| 41          | Studencki trg − Banjica 2          |

## Tabor
Obecnie w eksploatacji znajdują się 133 trolejbusy:
- AKSM-321 − 93  trolejbusy
- AKSM-333 − 12 trolejbusów
- AKSM-201 − 10 trolejbusów
- TrolZa-62052.01 − 12 trolejbusów
- ZiU-9 − 4 trolejbusy
- VMZ-5298.00 (VMZ-375) − 1 trolejbus
- TrolZa-5275.05 „Optima“ − 1 trolejbus